# Хартрандт (Вайоминг)
Хартрандт (англ. Hartrandt, Wyoming) — статистически обособленная местность, расположенная в округе Натрона (штат Вайоминг, США) с населением в 682 человека по статистическим данным переписи 2000 года.

## География
По данным Бюро переписи населения США статистически обособленная местность Хартрандт имеет общую площадь в 3,88 квадратных километров, водных ресурсов в черте населённого пункта не имеется.
Статистически обособленная местность Хартрандт расположена на высоте 1611 метров над уровнем моря.

## Демография
По данным переписи населения 2000 года в Хартрандте проживало 682 человека, 183 семьи, насчитывалось 248 домашних хозяйств и 269 жилых домов. Средняя плотность населения составляла около 172 человека на один квадратный километр. Расовый состав Хартрандта по данным переписи распределился следующим образом: 93,40 % — белых, 0,15 % — чёрных или афроамериканцев, 1,03 % — коренных американцев, 0,44 % — азиатов, 0,15 % — выходцев с тихоокеанских островов, 4,11 % — представителей смешанных рас, 0,73 % — других народностей. Испаноговорящие составили 2,20 % от всех жителей статистически обособленной местности.
Из 248 домашних хозяйств в 35,9 % — воспитывали детей в возрасте до 18 лет, 57,7 % представляли собой совместно проживающие супружеские пары, в 8,9 % семей женщины проживали без мужей, 26,2 % не имели семей. 17,3 % от общего числа семей на момент переписи жили самостоятельно, при этом 6,5 % составили одинокие пожилые люди в возрасте 65 лет и старше. Средний размер домашнего хозяйства составил 2,74 человек, а средний размер семьи — 3,09 человек.
Население статистически обособленной местности по возрастному диапазону по данным переписи 2000 года распределилось следующим образом: 26,8 % — жители младше 18 лет, 8,7 % — между 18 и 24 годами, 31,1 % — от 25 до 44 лет, 24,8 % — от 45 до 64 лет и 8,7 % — в возрасте 65 лет и старше. Средний возраст жителей составил 34 года. На каждые 100 женщин в Хартрандте приходилось 110,5 мужчин, при этом на каждые сто женщин 18 лет и старше приходилось 107,1 мужчин также старше 18 лет.
Средний доход на одно домашнее хозяйство в статистически обособленной местности составил 25 694 доллара США, а средний доход на одну семью — 35 000 долларов. При этом мужчины имели средний доход в 24 943 доллара США в год против 15 625 долларов среднегодового дохода у женщин. Доход на душу населения в статистически обособленной местности составил 12 340 долларов в год. 15,3 % от всего числа семей в округе и 28,0 % от всей численности населения находилось на момент переписи населения за чертой бедности, при этом 55,0 % из них были моложе 18 лет и 14,1 % — в возрасте 65 лет и старше.